# Túpolev Tu-330
El Túpolev Tu-330 fue un avión de transporte ruso de tamaño medio desarrollado por Túpolev desde principios de la década de 1990. El proyecto se detuvo alrededor de la década del 2000 debido a la falta de financiación y a la difícil situación económica de la industria aeronáutica rusa en ese momento.

## Diseño
El Tu-330 debía tener un diseño de ala alta en flecha con dos motores PS-90A de alta relación de derivación montados debajo de las alas. También se había propuesto un sistema de propulsión opcional, utilizando motores NK-93 que podían funcionar con combustible GNL (gas natural licuado). El avión también fue diseñado para ser común con las series de aviones civiles Tu-204/Tu-214, con el fin de simplificar la producción y minimizar los costes de fabricación, mantenimiento y piezas.

## Variantes
Además del Tu-330, se propusieron las siguientes variantes:
Tu-330
Variante básica de carga civil.
Tu-330PS
Variante de búsqueda y rescate.
Tu-330P
Variante de extinción de incendios.
Tu-330RL
Una variante diseñada para realizar vuelos de reconocimiento de largo alcance.
Tu-330R
Aeronave de retransmisión de comunicaciones.
Tu-330VT
Avión de transporte estratégico/táctico.
Tu-330SE
Avión sanitario y de evacuación.
Tu-330TZ
Avión cisterna de reabastecimiento en vuelo.
Tu-330K (Tu-338)
Variante propuesta alimentada con gas natural líquido con un motor Samara NK-94.

## Especificaciones
Referencia datos: Jackson, Jane's All the World's AircraftJane's All the World's Aircraft 2008–2009

### Características generales
- Tripulación: Dos
- Longitud: 42 m (137,8 ft)
- Envergadura: 43,5 m (142,7 ft)
- Altura: 14 m (45,9 ft)
- Superficie alar: 195,5 m² (2104,4 ft²)
- Peso cargado: 103 500 kg (228 114 lb)
- Peso útil: 35 000 kg (77 140 lb)
- Planta motriz: 2× turbofán Aviadvigatel PS-90A.
  - Empuje normal: 171 kN (17 437 kgf; 38 443 lbf) de empuje cada uno.

### Rendimiento
- Velocidad crucero (Vc): 850 km/h (528 MPH; 459 kt)
- Alcance: 3000 km (1620 nmi; 1864 mi)
- Techo de vuelo: 11 000 m (36 089 ft)

## Aeronaves relacionadas

### Secuencias de designación
- Secuencia Tu-_ (interna de Túpolev): ← Tu-300 - Tu-304 - Tu-324 - Tu-330 - Tu-334 - Tu-338 - Tu-344 - Tu-354 - Tu-360 →